# Gímeskosztolány
Gímeskosztolány (régi írással Ghymeskosztolány, szlovákul Kostoľany pod Tribečom) község Szlovákiában, a Nyitrai kerület Aranyosmaróti járásában.

## Fekvése
Aranyosmaróttól 20 km-re északnyugatra, a Tribecs-hegységbe benyúló Kosztolányi-völgyben, 245 m tengerszint feletti magasságban fekszik.

## Története
A település határában a korai bronzkorból származó erődítmény található. A község már a 11. században létezett, ezt igazolják a temetőben talált Salamon és Szent László korabeli pénzérmék is.
1113-ban a zobori bencés apátság oklevelében "Costelan" néven említik először. 1253-ban "Koztulan" néven tűnik fel. Története szorosan kötődik a közeli Gímes várához, amely a 13. század közepén épült. Kegyura 1386-tól évszázadokon keresztül a Forgách család volt. A 16. században többször felégette a török, utoljára 1663-ban szenvedte meg a török támadását. 1600-ban 14 háza volt, 1714-ben 44 család élt a településen. 1751-ben 19 családja volt. 1787-ben 39 házában 267 lakos élt. 1828-ban 62 házát 432 lakosa lakta.
Vályi András szerint "Gímes Kosztolány. Elegyes falu Nyitra Várm. földes Ura G. Forgách Uraság, lakosai katolikusok, és más félék, fekszik Ledeczhez nem meszsze, mellynek filiája, határja is hozzá hasonlító."
Fényes Elek szerint "Kosztolán (Ghymes-), Nyitra m. vegyes tót-magyar falu, Ghymeshez északra egy órányira: 493 kath., 4 zsidó lak. Van szép erdeje; sok gyümölcse; gesztenyéje, liszt-, és fürészmalmai. F. u. gr. Forgách."
1844-től bútorgyár, majd parkettaüzem működött a községben, mely később is megőrizte mezőgazdasági jellegét.
A trianoni békeszerződésig Nyitra vármegye Nyitrai járásához tartozott.
Ún. siska típusú kemence is ismert a faluból.

## Népessége
| Év:            | 1994. | 2004.    | 2014. | 2024.   |
| -------------- | ----- | -------- | ----- | ------- |
| Emberek száma: | 412   | 349      | 349   | 335     |
| Eltérés:       |       | -15,29 % | +0 %  | -4,01 % |

| Év:            | 2023. | 2024.   |
| -------------- | ----- | ------- |
| Emberek száma: | 331   | 335     |
| Eltérés:       |       | +1,20 % |

1880-ban 384 lakosából 330 szlovák és 25 magyar anyanyelvű volt.
1890-ben 413 lakosából 374 szlovák és 28 magyar anyanyelvű volt.
1900-ban 485 lakosából 447 szlovák és 22 magyar anyanyelvű volt.
1910-ben 574 lakosából 515 szlovák, 39 magyar, 19 német és 1 egyéb anyanyelvű.
1921-ben 612 lakosából 588 csehszlovák és 14 magyar volt.
1930-ban 623 lakosából 622 csehszlovák és 1 magyar volt.
1991-ben 459 lakosából 447 szlovák és 6 magyar volt.
2001-ben 368 lakosából 356 szlovák és 9 magyar volt.
2011-ben 372 lakosából 358 szlovák, 5 magyar, 4 cseh és 5 ismeretlen nemzetiségű.
2021-ben 344 lakosából 332 szlovák, 7 magyar, 3 egyéb és 2 ismeretlen nemzetiségű.

## Nevezetességei

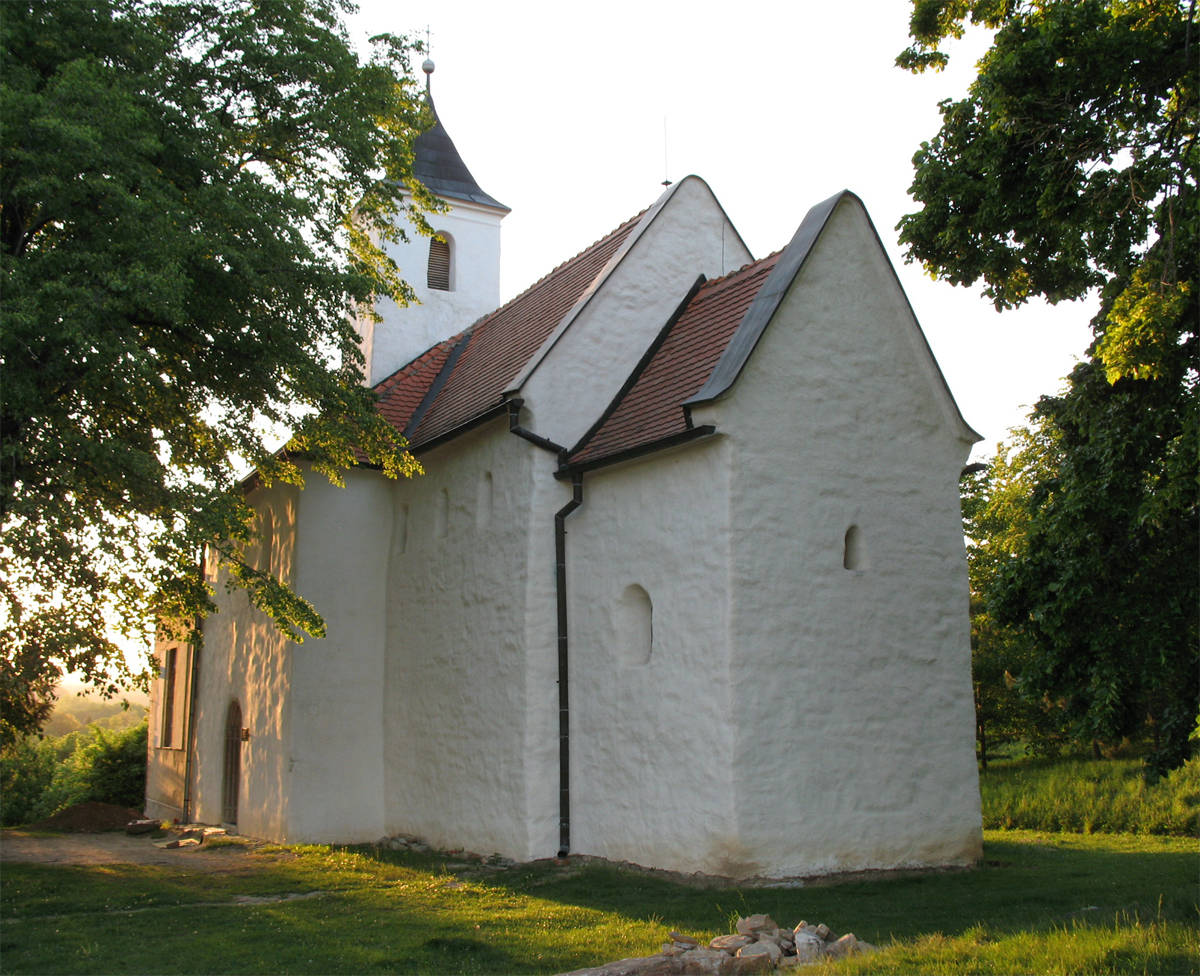
A Szent György templom
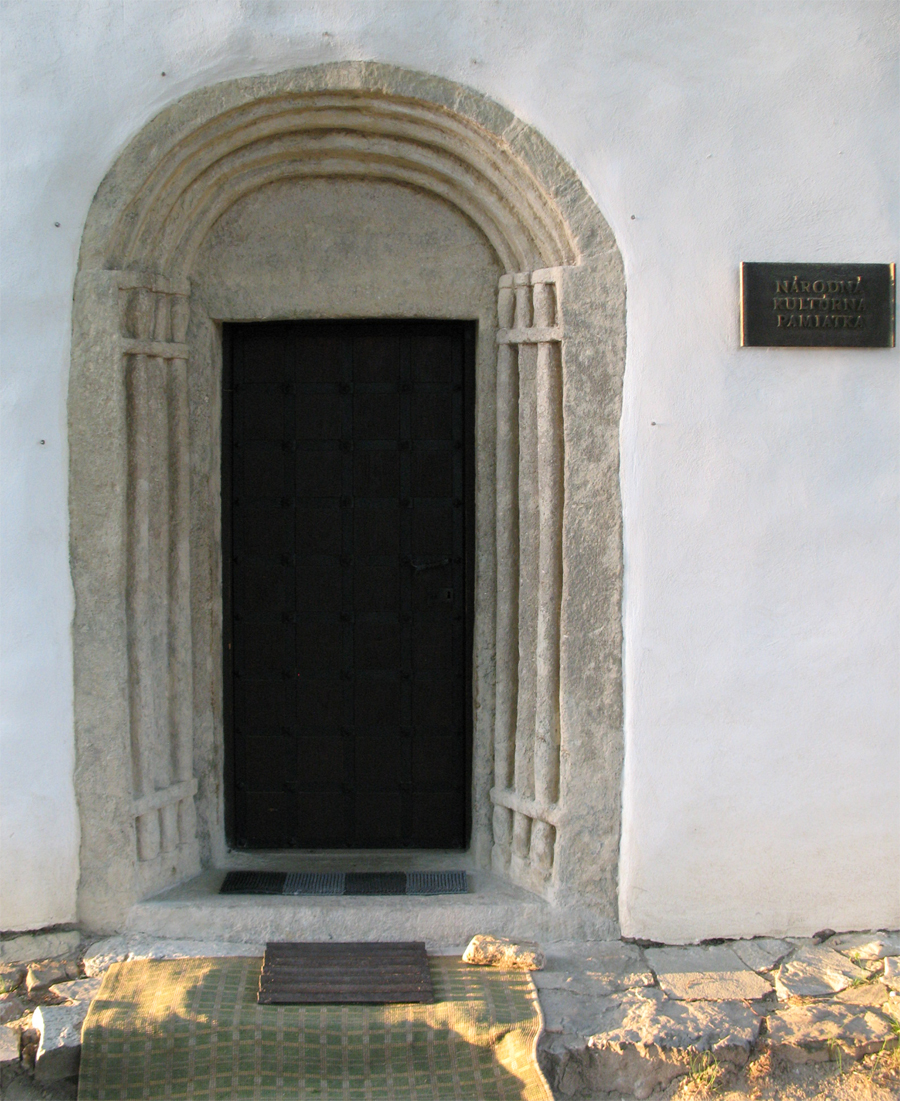
Bejárata
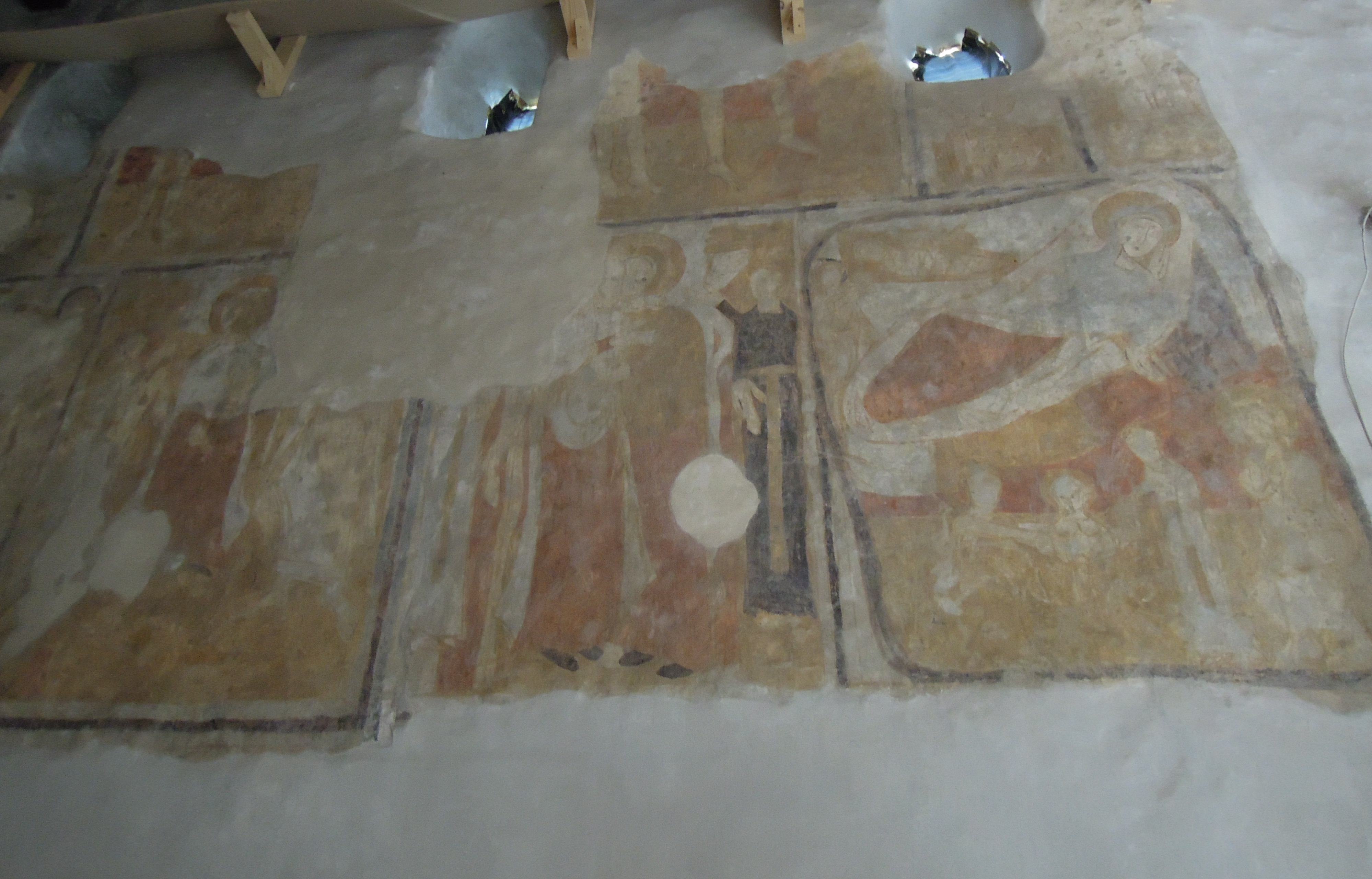
Fennmaradt freskók a szentélyben
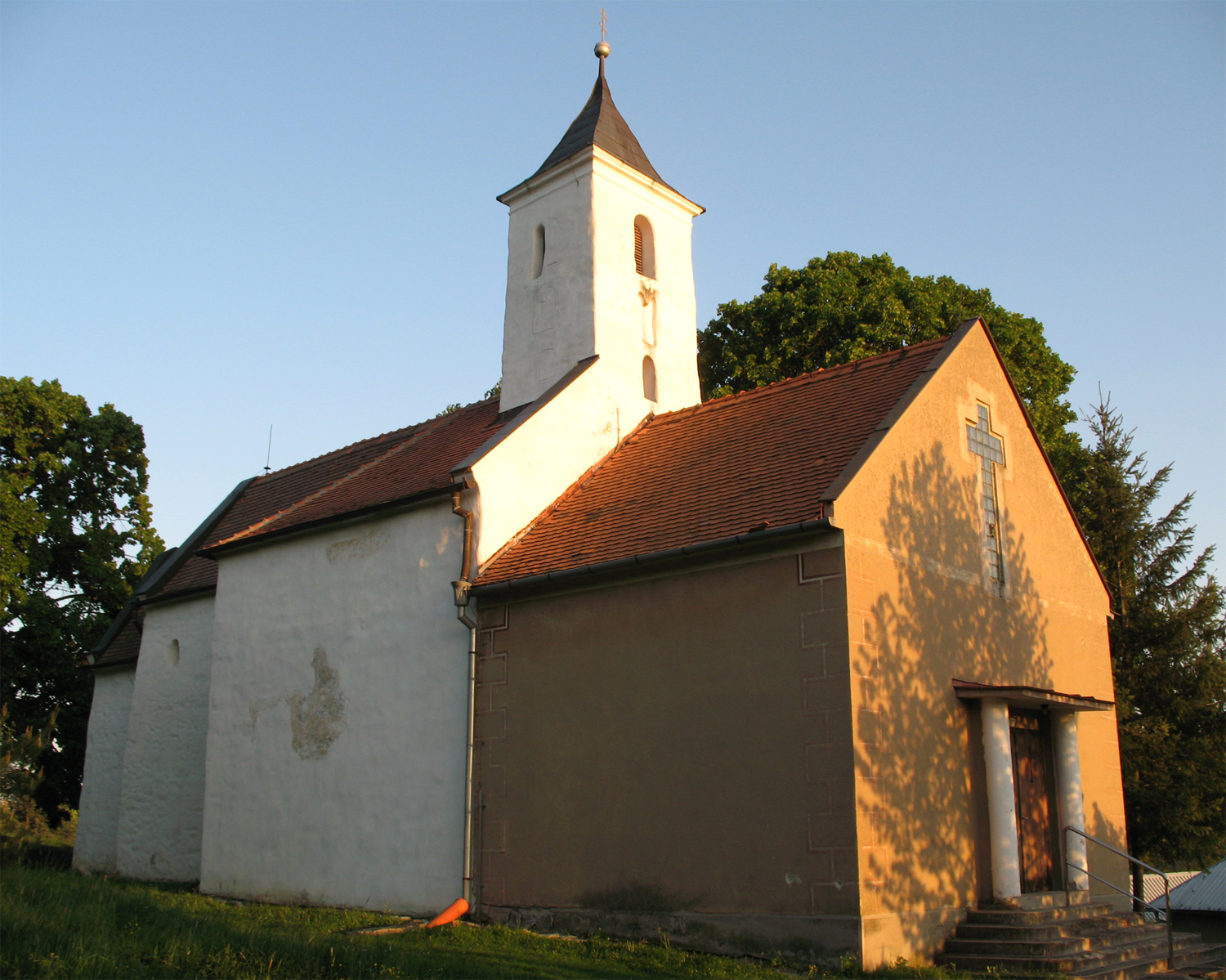

- A falu Szent György temploma Szlovákia egyik legrégibb román stílusú épülete, eredeti freskókkal. Az újabb dendrochronológiai és radiokarbon vizsgálatok összevetése alapján a templom valószínűleg a 9. század végén, vagy a 10. század első harmadában épülhetett. Ezek szerint ez lenne Szlovákia területén a máig álló legrégebbi szakrális épület, ami tudományos módszerekkel is alátámasztható.[7] A 13. században bővítették, a 16. században leégett, a 17. században újjáépítették. A templom 1960-as évekbeli felújításakor a vakolatréteg eltávolítása román kori freskók feltárását eredményezte, melyek központi motívuma Jézus élete.
- Valószínűleg itt működött a mai Szlovákia első parkettagyára 1843-1871 között.[8]

## Külső hivatkozások
- Községinfó
- Gímeskosztolány Szlovákia térképén
- A templom ismertetője (szlovákul)
- Travelatlas.sk